# Kaffeemaschine

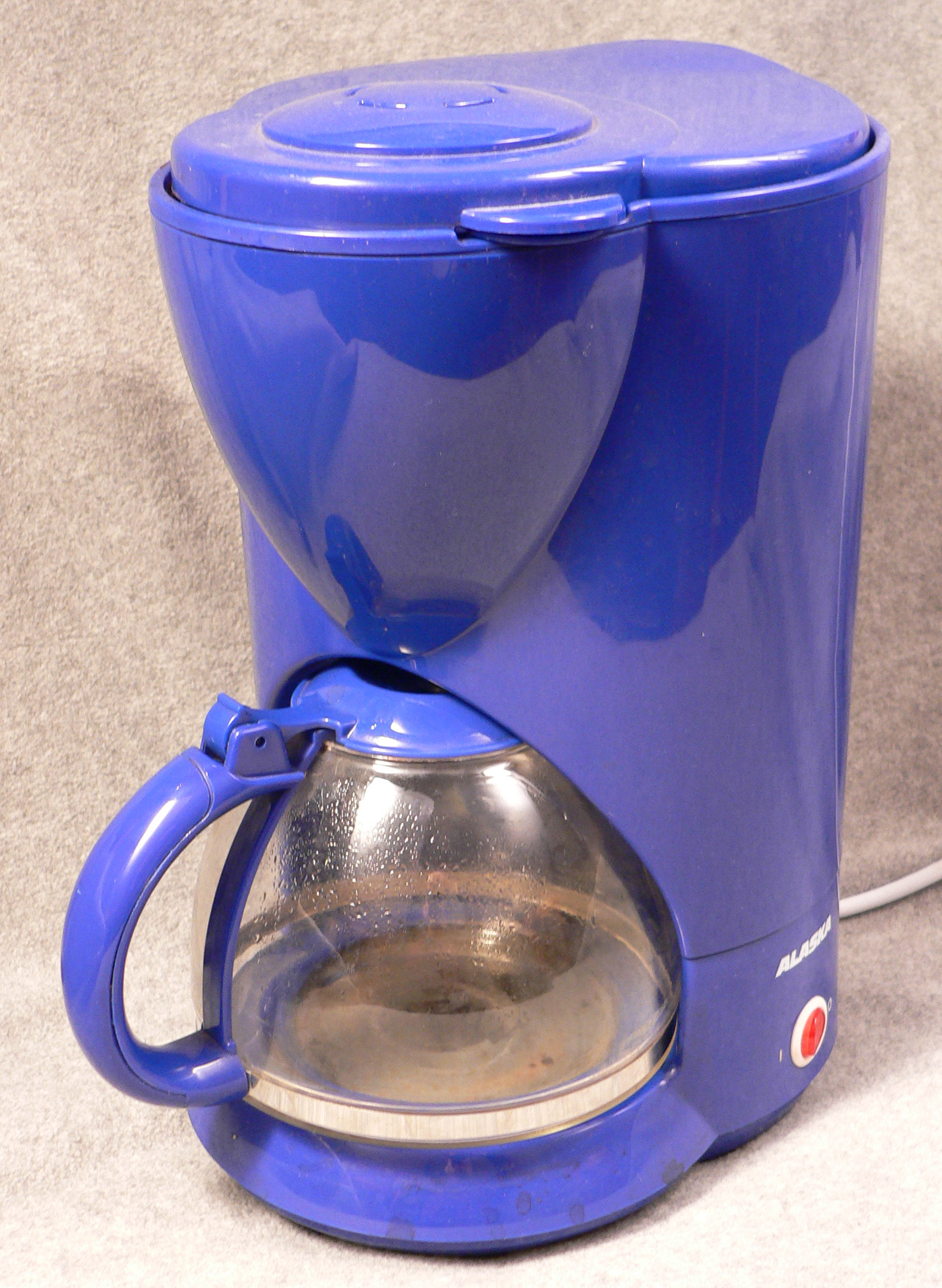
Elektrische Kaffeemaschine für Filterkaffee

Eine Kaffeemaschine ist ein Gerät zum Aufbrühen von Kaffee. Dieser entsteht durch Heißextraktion und Filtration von gemahlenen Kaffeebohnen mit Wasser als Extraktionsmittel.
Heute verbreitete Formen sind die Filterkaffeemaschine, der Kaffeevollautomat, die Espressomaschine und die Portionskaffeemaschine. Eingesetzte Kaffeefilter sind Papierfilter, Metallsiebe oder Kaffeepads.

## Geschichte

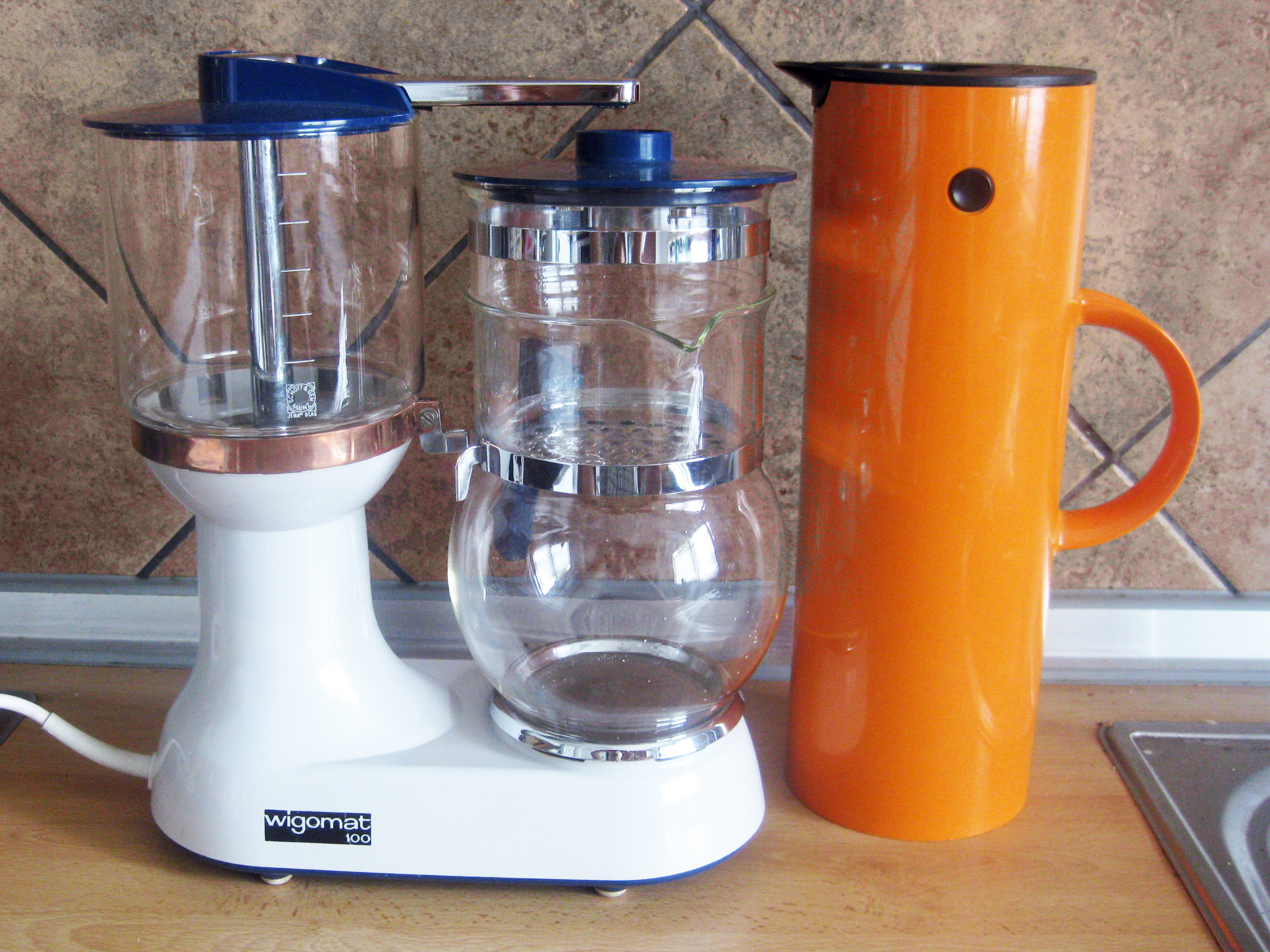
Wigomat, die erste moderne Filterkaffeemaschine

EVA 2616xx Filterkaffeemaschine

Halbautomatische Kaffeemaschinen gibt es seit etwa 200 Jahren. Um 1889 wurde in Frankreich das Infusionsverfahren eingeführt. Dies beinhaltete das Eintauchen und Einweichen der gemahlenen Kaffeebohnen in heißes Wasser, die normalerweise in einem Leinensack eingeschlossen sind, bis die gewünschte Brühfestigkeit erreicht war. Es wurden immer wieder sehr unterschiedliche Methoden entwickelt, um Kaffee zuzubereiten, wobei die Kaffeemaschinen zunächst mit Spiritus und erst seit dem ersten Jahrzehnt des 20. Jahrhunderts auch elektrisch betrieben wurden. Diese Geräte waren jedoch zunächst wegen ihres Preises für die breite Bevölkerung unerschwinglich. So kostete eine versilberte elektrische Kaffeemaschine in den 1930er Jahren (meist in der Ausführung als Perkolator, siehe unten) in etwa ein halbes Jahresgehalt eines Arbeiters.
Erst nach dem Zweiten Weltkrieg kam es zu wesentlichen technischen Verbesserungen und einer größeren Verbreitung von Kaffeemaschinen. Die 1954 patentierte Wigomat von Gottlob Widmann war die erste moderne Filterkaffeemaschine. Dieser Typus verbreitete sich, von Deutschland ausgehend, auch in Westeuropa und Nordamerika sehr rasch und verdrängte die vorher üblichen Perkolatoren und Vakuumbereiter. Der wesentliche Vorteil lag in der geringeren Brühtemperatur, die dem Ideal der 92 bis 94 °C näher lag. Den Durchbruch in den Massenmarkt schaffte die Kaffeemaschine in den 1970er Jahren. Im Westeuropäischen Markt war ab 1970 insbesondere das dänische Familienunternehmen EVA (heute Eva Solo) mit dem Modell 2616xx sehr erfolgreich und etablierte das noch heute übliche System, bei dem das Wasser erhitzt wird, eine durchflossene Wärmeplatte aufgeheizt wird und das heiße Wasser schließlich das gemahlene Kaffeepulver in einem gefüllten Kaffeefilter aufbrüht und der Kaffee in eine Kanne auf der Wärmeplatte gelangt.
Seit den 2000er Jahren werden Portionskaffeemaschinen mit Pad- und Kapselsystemen sehr offensiv beworben. Dem günstigen Preis der Maschine stehen, im Vergleich zu klassischem Kaffee aus Siebträger- und Filtermaschinen, höhere Folgekosten pro Kaffee gegenüber (Lock-in-Effekt). Hauptvorteil dieser Maschinen ist die ohne größeren Aufwand stets wiederholbare Qualität des fertigen Kaffees aufgrund der exakt abgemessenen Pulvermenge in den Pads bzw. Kapseln.

## Funktionsweisen

### Filterkaffeemaschine

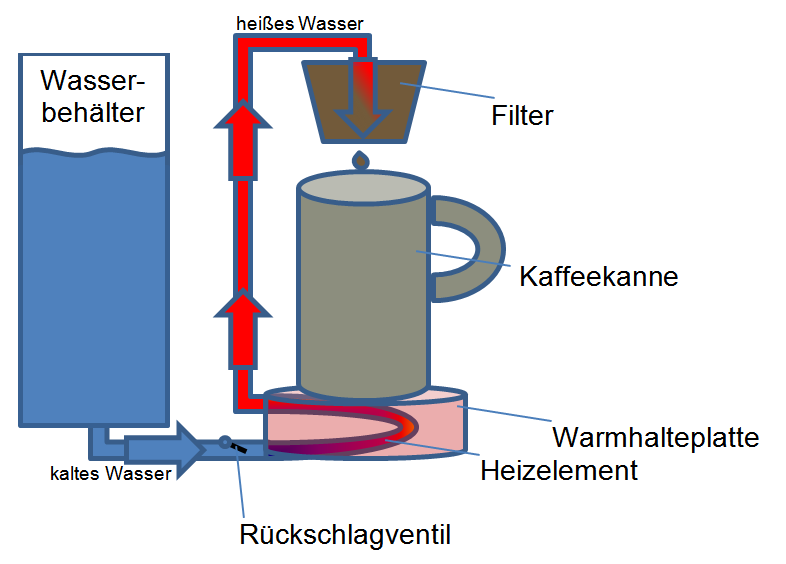
Schematische Darstellung einer elektrischen Filterkaffeemaschine

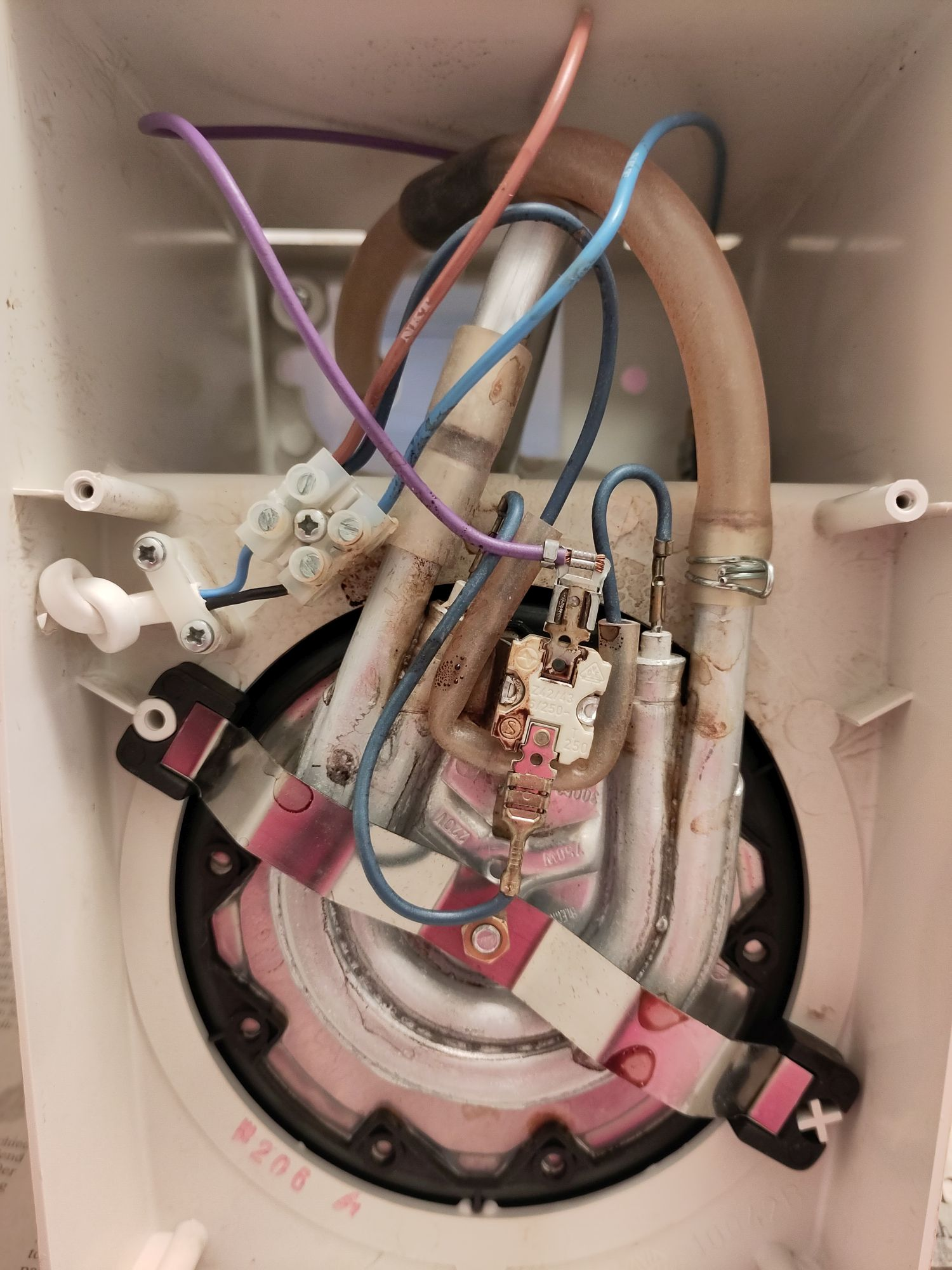
Technische Umsetzung in einer elektrischen Filterkaffeemaschine

Das Funktionsprinzip einer Filterkaffeemaschine basiert häufig auf einer Blasenpumpe. Dabei läuft das Wasser durch ein im Zulaufschlauch eingebautes Rückschlagventil in ein beheizbares Rohr im Wärmeelement der Warmhalteplatte. Das einfließende Kaltwasser erhitzt sich, bis sich Dampfblasen bilden, wodurch sich Druck aufbaut, der das Rückschlagventil schließt. Das heiße Wasser steigt durch ein Rohr nach oben in ein weiteres (meist schwenkbares) Rohr, das über dem Filter endet, und fließt auf das Kaffeepulver im Filter. Der Druck im Heizrohr sinkt, bis das Rückschlagventil öffnet und neues Kaltwasser in das Heizrohr einläuft. Dieser Vorgang wiederholt sich periodisch. Dadurch und durch das Verdampfen von Restwasser entsteht das typische Röcheln. In der Kanne unter dem Filter und über der Heizplatte sammelt sich der fertige „Filterkaffee“.
Ist das Kaltwasser im Wasserbehälter verbraucht, steigt die Temperatur des Heizrohrs bis auf etwa 130 bis 150 °C; bei dieser Temperatur schaltet ein Temperaturschalter die Rohrheizung entweder ganz ab oder regelt bei Kaffeemaschinen mit Warmhaltefunktion für die Kanne (bei denen das Heizrohr direkt unter der Warmhalteplatte sitzt) die Temperatur der Platte durch zyklisches Ein- und Ausschalten, bis die Maschine von Hand abgeschaltet wird. Zusätzlich sorgt eine bei etwa 180 °C ansprechende Temperatursicherung dafür, dass bei einem Defekt keine Überhitzung auftreten kann.
Etwas anders funktionieren Maschinen, die mit einem Direktbrühsystem arbeiten. Dabei wird das Wasser nicht schrittweise in einem Rohr erhitzt, sondern der gesamte Wasservorrat wird in einem Wassertank im Ganzen zum sprudelnden Kochen gebracht und läuft danach, über ein Ventil gesteuert, über den gemahlenen Kaffee. Dieses Verfahren ist dem traditionellen manuellen Überbrühen nochmals deutlich näher. Dabei wird in der Regel eine hohe und konstante Brühtemperatur von über 90 °C erzielt. Maschinen dieses Typs werden heute von mehreren Herstellern angeboten, darunter AEG, Krups, Melitta, Philips, Severin.
Kaffeemaschinen benötigen zum Erhitzen des Wassers mehr Elektroenergie als Wasserkocher, da mit dem Dampf immer eine gewisse Energiemenge entweicht. Hinzu kommt die Warmhalteleistung nach Fertigstellung des Kaffees.
Es existieren auch Filterkaffeemaschinen mit integriertem Mahlwerk, was die Verwendung von Bohnen anstelle von Kaffeepulver ermöglicht. Die Bohnen werden, ähnlich wie bei einem Kaffeevollautomaten, vor der Zubereitung direkt im Gerät gemahlen.
Eine einfache Variante einer direktbrühenden Filtemaschine ist der Napoletaner.

### Espressokanne / Moka

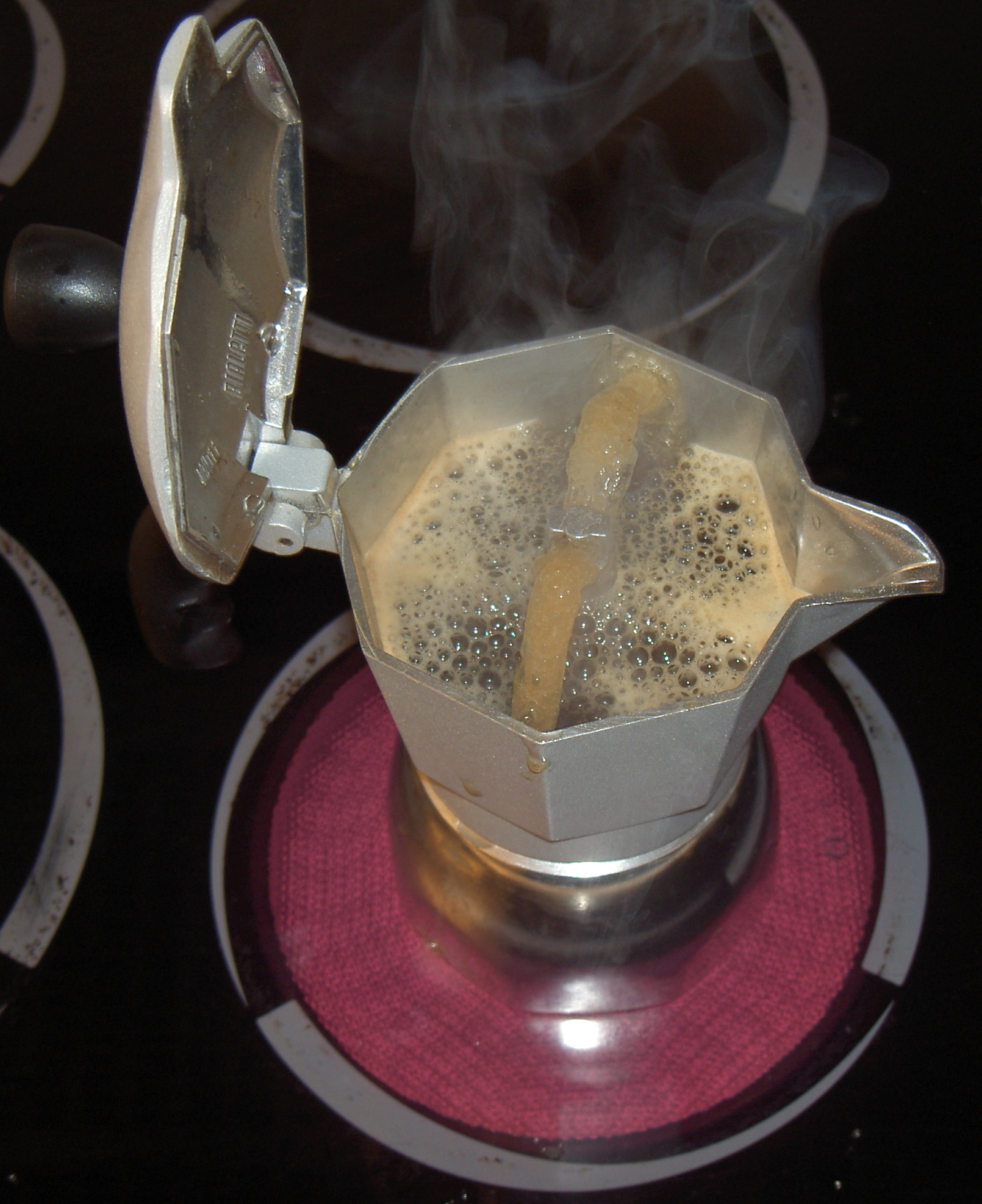
Espressokanne beim Kochen

In Italien weit verbreitete Methode der Kaffeezubereitung, bei der Wasser in einer Moka-Kanne auf dem Herd erhitzt und das heiße Wasser durch Dampfüberdruck durch den gemahlenen Kaffee gedrückt wird.

### Perkolator
Die Perkolation ist auch heute noch eine häufig verwendete Methode zur Kaffeezubereitung. Das Wort leitet sich vom lateinischen Verb percolare „durchseihen, durchsickern lassen“ ab.

Funktionsweise eines Perkolators

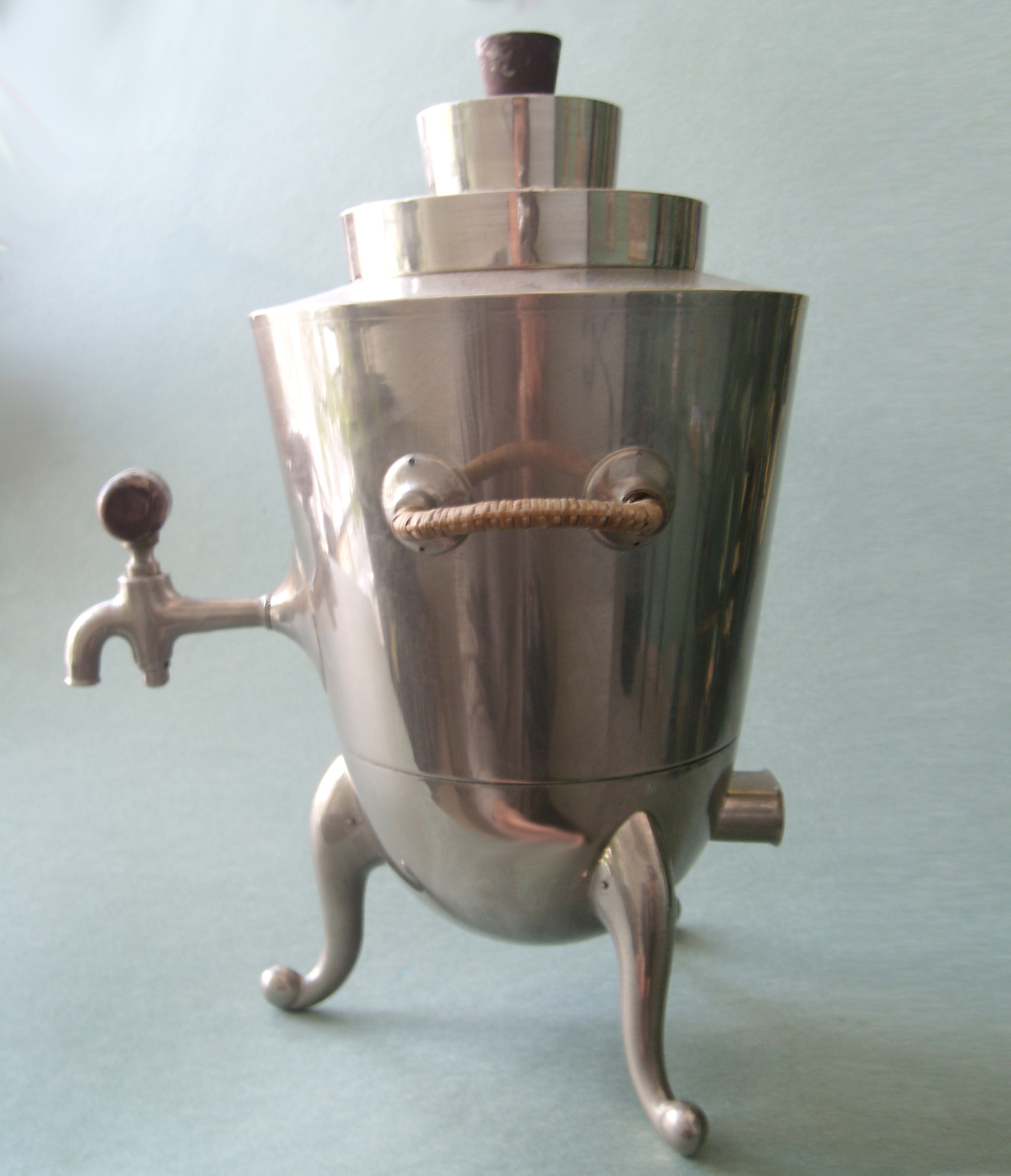
Elektrischer Pump-Perkolator von AEG um 1930; Entwurf: Peter Behrens

Der Kaffee-Perkolator wurde von Benjamin Thompson zwischen 1810 und 1814 erfunden. Die Erfindung des modernen Kaffee-Perkolators mit Steigrohr bzw. Innenzylinder wird dem Pariser Blechschmied Laurens zugeschrieben. Er entwickelte 1819 die erste Kaffeekanne, bei der das Wasser auf dem Herd bis zum Siedepunkt erhitzt wurde. Durch eine am Boden angebrachte Auffangkalotte werden Dampfblasen aufgefangen und durch das Steigrohr mit dem mitgenommenen, heißen Wasser über das Brühgut verteilt. Dieses Prinzip ähnlich einer Mammutpumpe wurde in der Folge vielfach übernommen und verändert. Es wurde auch mit geschlossenen Systemen, so genannten Dampfdruckperkolatoren, experimentiert.
In Amerika, wo die Filtermethode nicht so bekannt ist, wird noch öfter nach dem Perkolationsprinzip Kaffee zubereitet, ebenso in England und den Niederlanden. In Deutschland ist der Perkolator fast in Vergessenheit geraten. Manche Großkaffeemaschinen arbeiten aber noch nach diesem Prinzip. Die Geräte für den Hausgebrauch waren meist aus Metall, einfache Ausführungen aus Aluminium, andere aus verchromtem oder versilbertem Messing. Da der Kaffee leicht den Metallgeschmack annahm, gingen einige Hersteller dazu über, die Geräte wenigstens teilweise aus Glas herzustellen oder ganz aus Porzellan zu produzieren. Elektrische Kaffeemaschinen aus Porzellan waren in den USA sehr verbreitet. In Deutschland stellte Rosenthal in den 1930er Jahren Kaffeemaschinen her.
Weit verbreitet sind vor allem die „Aromat“ oder „Aromator“ genannten Geräte der Porzellanfabrik Neuerer. Hans Neuerer, der 1943 die Porzellanfabrik von Greiner & Herda in Oberkotzau übernahm, stellte zunächst Porzellangeschirr her, ab 1950 den Aromat, zunächst eine Teemaschine, bestehend aus Kanne, Deckel, mit im Porzellan integriertem Heizstab und einen bodenlangen Teesiebeinsatz. Die ersten Modelle hatten 500 Watt, ab 1952 600 Watt. Ab 1952 kam die Kaffeemaschine dazu. Die Kaffeemaschine gab es in zwei Ausführungen, einmal für 10 Tassen und ab 1953 die große Kanne mit Sockel und Ausflussrohr für 18 Tassen. Beide Modelle hatten einen herausnehmbaren Heizstab, um die Reinigung der Kannen zu vereinfachen, ein Steigrohr und einen Filtereinsatz (ohne Filterpapier). Ab 1953 hießen die Geräte Aromator. Passend zu den Aromatoren gab es ein entsprechendes Tee- oder Kaffeeservice. Besonders in den USA erfreuten sich die Neuerer-Aromatoren großer Beliebtheit, was sich daraus erklärt, dass Hans Neuerer die bestehenden Handelsbeziehungen von Greiner & Herda in die USA übernehmen konnte. Erstaunlich ist die Robustheit der Aromatoren. Die Kannen gehen selten kaputt, da sie aus relativ dickem Porzellan gefertigt sind. Die Elektrik hält Jahrzehnte, die Schwachstelle ist das Steigrohr, wenn man seitlich den Filter abzieht. Der Aromator hat zwar keine Wärmeplatte, aber Tee oder Kaffee können unproblematisch ohne Geschmacksverlust im Aromator wieder heiß gemacht werden. Der heutige gekaufte Filterkaffee ist eigentlich etwas zu fein für den Aromator. Das Problem löst sich schnell, weil dadurch die Öffnungen im Filter teilweise verstopfen und somit der Filter nach mehrmaligen Gebrauch auch mit dem zu fein gemahlenen Kaffee klar kommt. Viele Neuerer-Aromatoren sind auch heute noch im täglichen Gebrauch.
Vom Funktionsprinzip her unterscheidet sich der Perkolator deutlich von der Filterkanne. Ein einfacher Perkolator ist eine Kanne, in deren Inneres ein Metallröhrchen gestellt wird. Am oberen Drittel dieses Zylinders ist ein Aluminiumbehälter befestigt, der als Kaffeefilter genutzt wird. Im Deckel der Kanne befindet sich meist eine kleine Glaskuppel, durch die man den Brühvorgang beobachten kann. Wird das Wasser erwärmt, wird es durch das Rohr nach oben gedrückt. Hier tropft es nun von oben auf das Mahlgut herab und vermischt sich dann wieder mit dem vorhandenen Wasser in der Kanne. Dieser zirkulierende Prozess wiederholt sich und wird erst abgebrochen, wenn der Kaffee die gewünschte Stärke hat.
Von diesen zirkulierenden Perkolatoren sind die Pump-Perkolatoren zu unterscheiden, bei denen das Wasser nur einmal über das Mahlgut tropft und dann in einem gesonderten Behälter aufgefangen wird. Diese Perkolatoren haben daher neben einem „Wasserbehälter“ einen weiteren Behälter für den fertigen Kaffee, der meist über einen kleinen Auslasshahn abgelassen wird.
Auch die Espressokanne gehört zu den Pump-Perkolatoren.
Beispiele für verbreitete zirkulierende Perkolatoren aus deutscher Produktion sind WMF (Nachbau der amerikanischen Firma Landers/Universal von 1880 bis 1930, sowohl mit Spiritus beheizt, als auch elektrisch), Graetzor (1930 bis 1966), Linnschiff, Feldhaus (einfache Perkolatoren aus den 1950er Jahren), Rowenta (etwa 1920 bis 1962) und viele mehr.
Beispiele für bekannte Pump-Perkolatoren sind AEG (Deutschland, 1930er Jahre – Entwurf Peter Behrens), Moccadur (DDR, 1950er Jahre; Erfinder Otto Bengtson) und Therma (Schweiz, 1960er Jahre).
Perkolatoren werden auch in jüngster Zeit wieder aus Jenaer Glas hergestellt. Diese neuen Perkolatoren sind für Gas-, Ceran- und Elektroherde gleichermaßen geeignet.

### Vakuumbereiter

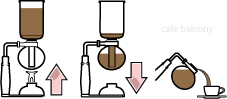
Funktionsweise eines Vakuumbereiters

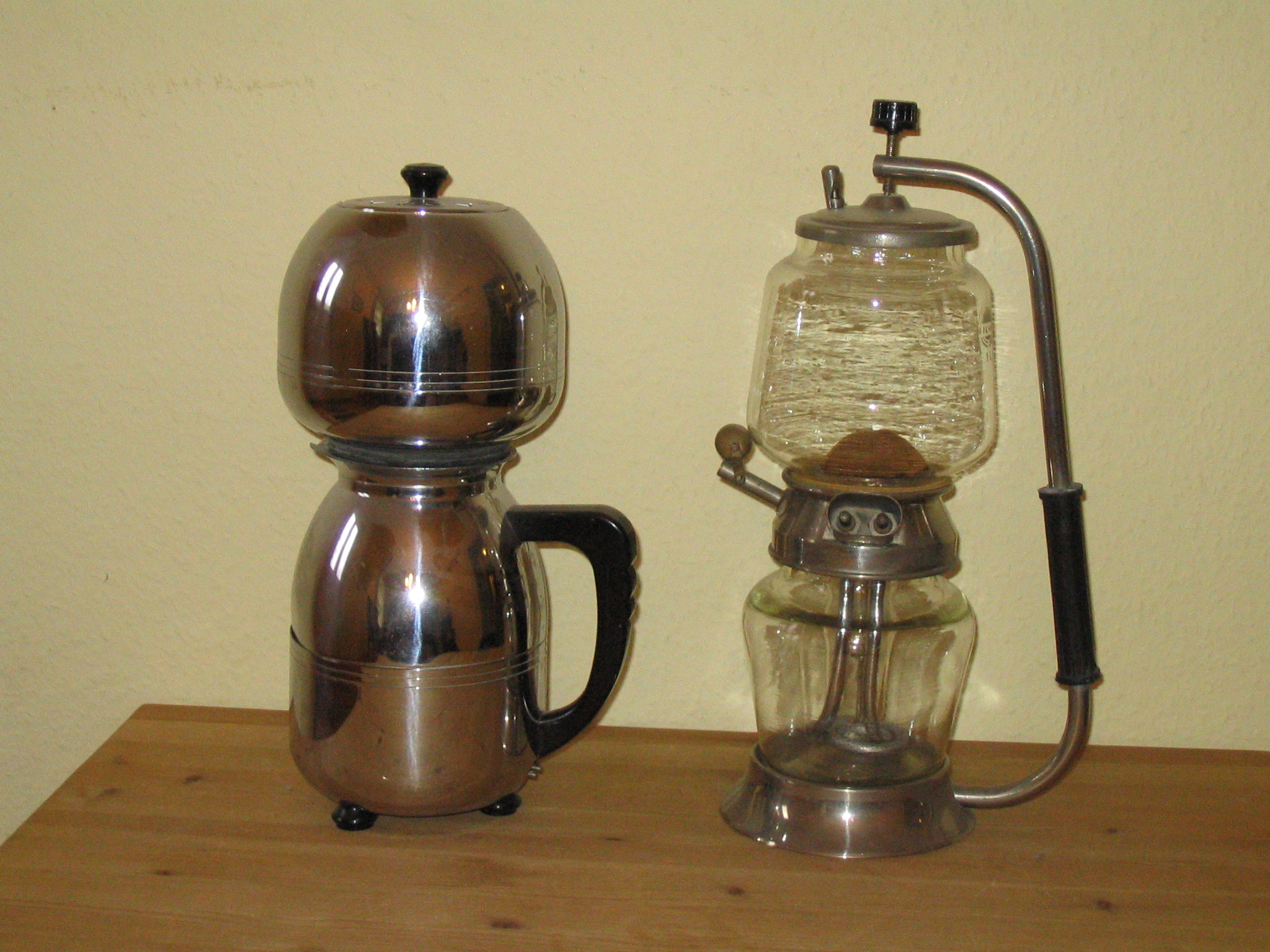
Elektrische Vakuumbereiter. Links: USA um 1950, rechts: Ungarn um 1920

Eine Weiterentwicklung der Perkolatoren sind die Vakuumbereiter, die seit etwa 1830 belegt sind. Bekannt ist der sogenannte Glasballon. Dabei werden zwei Glasgefäße übereinander angebracht. Das untere Gefäß wird mit Wasser, das obere mit Kaffeepulver gefüllt. Wird das untere Gefäß nun erwärmt, steigt das Wasser über ein Steigrohr in das obere Gefäß und vermischt sich dort mit dem Mahlgut. Nun löscht man die Spiritusflamme unter dem unteren Gefäß, so dass sich dort der Wasserdampf abkühlt (der Dampf des kochenden Wassers verdrängt die ursprünglich vorhandene Luft vollständig) und ein Unterdruck (Vakuum) entsteht, der das mit dem Kaffeepulver vermengte Wasser durch einen Filter in das untere Gefäß zurückzieht. Aus diesem unteren Gefäß kann der Kaffee nun, nachdem die Apparatur auseinandergebaut wurde, serviert werden.
Mit Maschinen dieser Art gab es viele Unfälle. Man hört von Explosionen und von zerbrochenem Glas, weil die Heizquelle zu spät gelöscht wurde. Trotzdem wurde nach diesem Prinzip eine Reihe unterschiedlicher Kaffeemaschinen hergestellt. Teilweise wurden dabei die beiden Behälter nicht über-, sondern nebeneinander angebracht und mit einem Kippmechanismus versehen, der den dazugehörigen Spiritusbrenner automatisch auslöschte.
In Deutschland waren im 20. Jahrhundert die gläsernen Vakuum-Bereiter unter dem Namen Sintrax verbreitet, die nach Entwürfen von Gerhard Marcks und Wilhelm Wagenfeld von Schott in Jena aus strapazierfähigem Laborglas hergestellt wurden. Ebenfalls verbreitet waren elektrische Geräte, die Rowenta in den 1950er Jahren verkaufte. In den letzten 30 Jahren kamen solche Geräte vor allem von dem dänischen Hersteller Bodum.

### Kippdampfdruckkanne

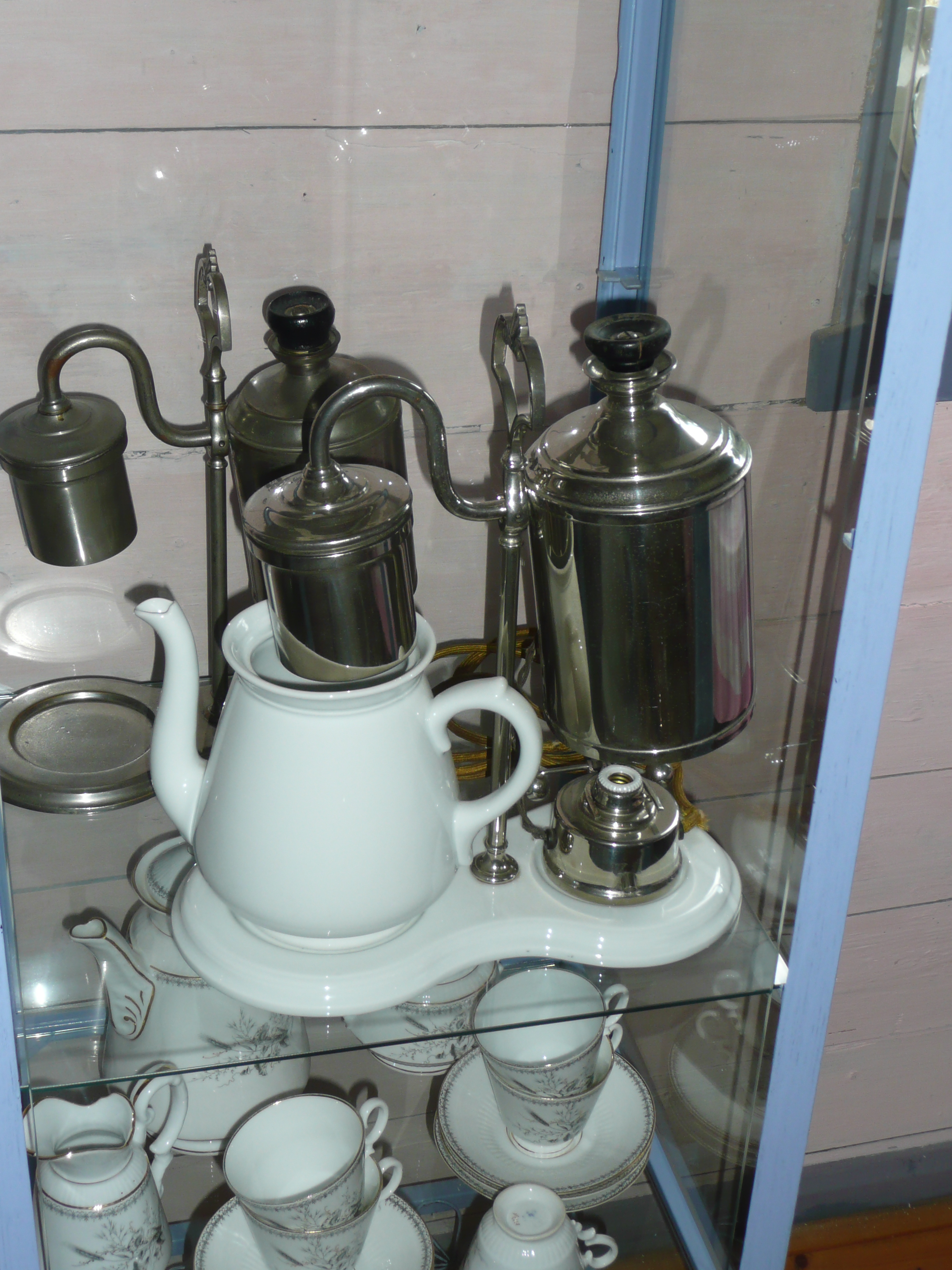
Kippdampfdruckkanne mit Spiritusbeheizung

An die frühen Vakuumkannen erinnern auch die „Kippdampfdruckkannen“, die in Deutschland um 1880 vor allem durch die Geräte von Hermann Eicke aus Berlin populär wurden. Das Gerät bestand aus einem metallenen Kaffeekocher mit Spiritusbrenner auf einem Porzellanfuß und einer Porzellankanne, in die der Kaffee floss.

### Dampfdruckmaschine
Kochendes Wasser wird in einem geschlossenen Behälter durch seinen eigenen Druck durch ein mit Kaffeepulver gefülltes Sieb gedrückt. Es gibt weder eine Pumpe noch einen Hebel zur Erzeugung des Drucks. Diese Geräte wurden in der DDR in den 1980er Jahren als „Kaffeeboy“ von AKA electric vermarktet, in den frühen 1990er Jahren als „Espressomaschinen“ von Herstellern wie Krups, Braun und Tchibo. Ein Vorläufer dieser Geräte ist die Wigomat 203/wigoespresso.

### Siebträgerkaffeemaschine
In der Siebträgerkaffeemaschine wird Wasser in einen beheizten Kessel oder Wärmetauscher auf etwa 90 °C erhitzt und unter etwa neun Bar Druck durch fein gemahlenes Kaffeemehl geleitet. Der Druck wird meist durch eine elektrische Pumpe erzeugt. Diese Methode wird meist zur Zubereitung von Espresso eingesetzt; die Maschinen eignen sich jedoch auch für nahezu alle anderen Kaffeespezialitäten.

### Kaffeevollautomat
Kaffeevollautomaten funktionieren nach demselben Prinzip wie eine Siebträgermaschine, leiten also das erhitzte Wasser mit etwa 9 bar Druck durch das Kaffeepulver. Kaffeevollautomaten verfügen über einen integrierten Wassertank und Bohnenbehälter sowie ein Mahlwerk, in welchem die Bohnen direkt zu Beginn der Zubereitung gemahlen werden.
Somit können Kaffeevollautomaten einfach auf Knopfdruck verschiedene Kaffeespezialitäten vollautomatisch zubereiten. Häufig bieten die Geräte eine Vielzahl von Einstellmöglichkeiten für Wasser- und Milchmenge, Kaffeestärke und Temperatur.
Viele Kaffeevollautomaten verfügen über ein integriertes Milchsystem, um beispielsweise auch Latte macchiato, Cappuccino oder Flat White herzustellen. Bei preisgünstigeren Modellen ist hierfür oft lediglich eine Dampfdüse vorhanden, die in den Milchbehälter gehalten wird; der Milchschaum muss also zunächst manuell hergestellt und danach der Espresso in dasselbe Gefäß bezogen werden. Jedoch verfügen bereits Mittelklasse-Geräte meist über automatische Milchsysteme, die die Milch aus einem integrierten Milchbehälter oder (über einen Schlauch) aus einem beliebigen externen Gefäß beziehen.

### Portionskaffeemaschine

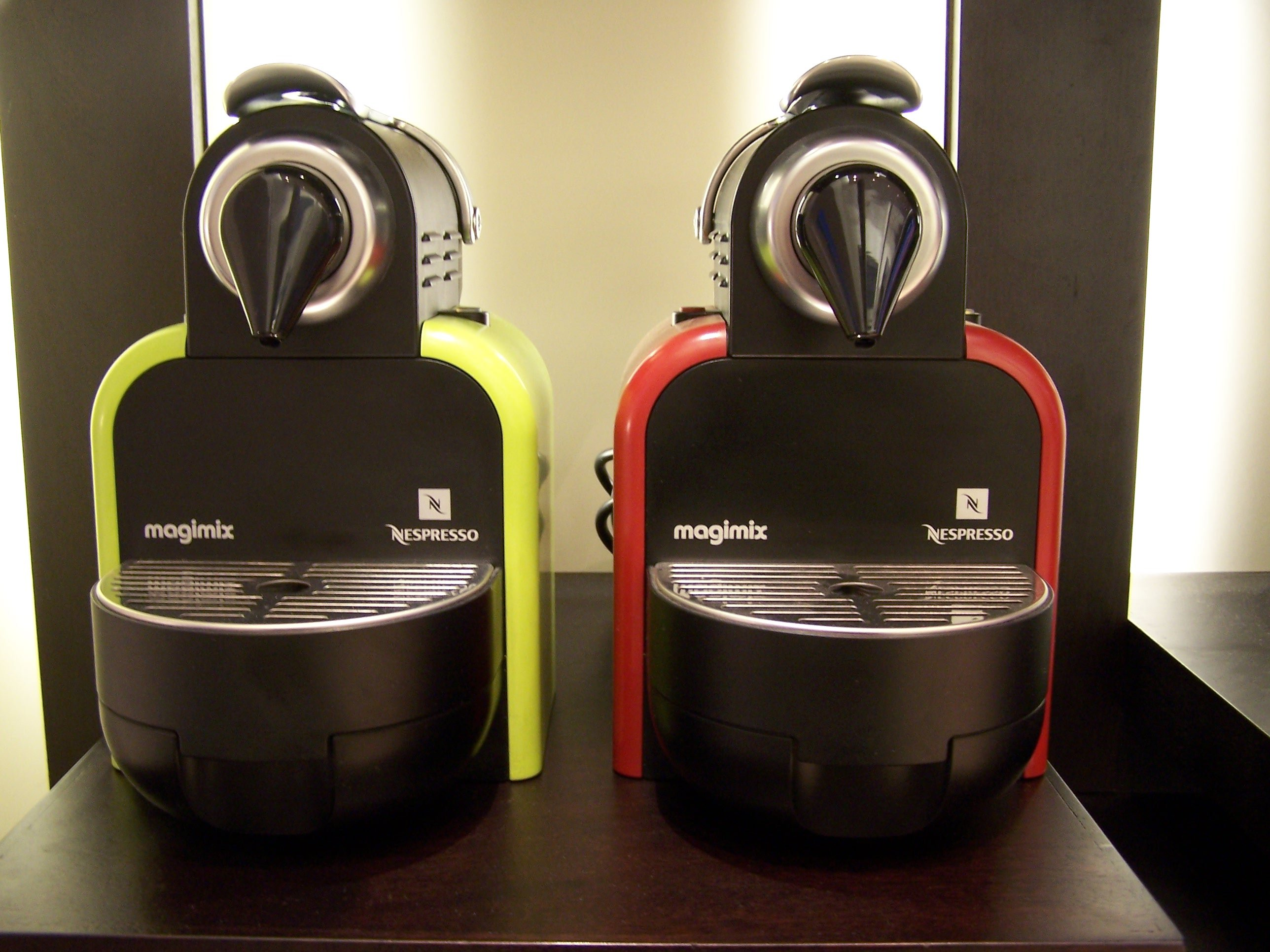
Beispiel einer Portionskaffeemaschine

In den späten 1990er Jahren kamen Maschinen auf den Markt, bei denen der Kaffee in vorportionierter Form mittels so genannter Kaffeekapseln oder -pads in eine Haltevorrichtung eingelegt und unter Druck gefiltert wird. Es können bis zu drei Tassen Kaffee gleichzeitig gebrüht werden.

## Trivia

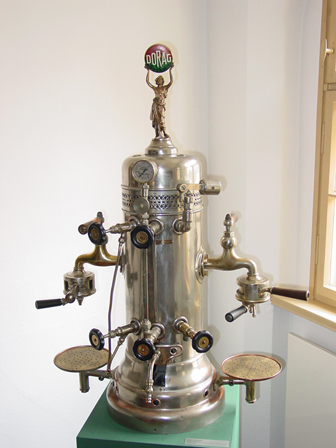
Gewerblicher Kaffeeautomat um 1920, Kaffeemuseum Leipzig

Der Füllgrad einer Filterkaffeemaschine der University of Cambridge im ehemaligen Trojan Room war 1991 der Auslöser für die erste Installation einer selbstgebauten Webcam, die erst im August 2001 abgeschaltet wurde. Kaffeemaschine und Webcam wurden von der Redaktion von Spiegel Online gekauft, waren dort lange Zeit in Betrieb und befinden sich seit 2015 als Dauerleihgabe im Deutschen Technikmuseum Berlin.
Der Javabot ist ein Kaffeevollautomat, den die Firma Roasting Plant für den Betrieb in ihren Kaffeeläden produziert. Er gilt bei einem Verkaufspreis von einer Million Dollar als die teuerste Kaffeemaschine der Welt und wurde bisher zweimal an Kunden verkauft.
Aufgrund von einigen Studien konnte nachgewiesen werden, dass bei täglichem Kaffeegenuss die leistungssteigernde Wirkung von Koffein nicht signifikant über den Placebo-Effekt hinaus reicht. Regelmäßige Kaffeetrinker erfahren durch echten Kaffee subjektiv den gleichen Leistungsschub wie eine Placebogruppe (entkoffeinierter Kaffee). Durch Konditionierung lässt sich die Leistungssteigerung im Übrigen schon allein beim Geräusch einer Kaffeemaschine oder während der Zubereitung feststellen, was durch Tools im Internet imitiert werden kann.
Percolator ist der Titel eines von Randy Randolph gesungenen Rock-’n’-Roll-Songs aus dem Jahre 1958, der in einer deutschen Fassung „Ich will keine Schokolade“ von Trude Herr berühmt geworden ist.

## Energieeffizienz
Elektrisch betriebene Kaffeemaschinen, egal welcher Bauart, bleiben aus Bequemlichkeit oft lange angeschaltet, auch wenn der Brühvorgang schon längst abgeschlossen ist. Meist wird auch noch eine Warmhaltevorrichtung betrieben. Um das hier vorhandene Energiesparpotential zu nutzen, trat im Januar 2015 eine neue EU-weite Regelung (als Teil der Ökodesign-Richtlinie) in Kraft: Alle neu verkauften Kaffeezubereitungsmaschinen müssen nunmehr eine Abschaltautomatik haben. Es gelten folgende Abschaltzeiten:
- Filterkaffeemaschinen mit Thermoskanne: nach 5 Minuten
- Maschinen mit Glaskanne: nach 40 Minuten
- Pad- und Kapselmaschinen: 30 Minuten nach dem letzten Brühvorgang